# Komparator (Analogtechnik)
Ein Komparator ist eine elektronische Schaltung, die zwei Spannungen vergleicht. Der Ausgang zeigt in binärer/digitaler Form an, welche der beiden Eingangsspannungen höher ist. Damit handelt es sich praktisch um einen 1-Bit-Analog-Digital-Umsetzer.

## Funktion

Schaltsymbol eines analogen, nicht-invertierten Komparators mit Versorgungsspannung.

Am Ausgang des Komparators steht ein Signal zur Verfügung, das anzeigt, welche der beiden Eingangsspannungen höher ist. Wenn die Spannung am positiven, nicht-invertierenden Eingang höher ist als die Spannung am negativen, invertierenden Eingang, so nähert sich die Ausgangsspannung der positiven Versorgungsspannung. Bei umgekehrten Verhältnissen geht die Ausgangsspannung gegen die negative Versorgungsspannung.
Ist die Eingangsspannung mit einer Rauschspannung „verunreinigt“ oder hat sie nur geringe Flankensteilheit, wird eine positive Rückkopplung (Mitkopplung) eingesetzt, die bewirkt, dass sich die Vergleichsspannung in Abhängigkeit vom vorherigen Zustand ändert. Dadurch wird bei sehr geringen Schwankungen der Eingangsspannung vermieden, dass die Ausgangsspannung zu häufig und irregulär umschaltet. Diese spezielle Schaltung eines Komparators mit Hysterese heißt auch Schmitt-Trigger.
Ein Fensterkomparator wird aus zwei Komparatoren mit gemeinsamem Ausgang gebildet, der anzeigt, ob das Eingangssignal zwischen zwei definierten Minimal- und Maximalwerten (die das „Fenster“ bilden) liegt.

## Innenschaltung

Innenschaltung eines Komparators

Ein Komparator ist immer ein Differenzverstärker (gelb) mit nachfolgendem Verstärker (orange) und einer Ausgangsstufe (blau). Er enthält – im Gegensatz zum Operationsverstärker – absichtlich keine Frequenzkompensation, um am Ausgang eine hohe Flankensteilheit zu erzielen. Deshalb kann er nicht mit Gegenkopplung betrieben werden, er würde als Oszillator mit schwer definierbarer Frequenz wirken.
Herkömmliche Operationsverstärker, welche auf den linearen Betrieb mit Gegenkopplung ausgelegt sind, sollten nicht als Komparator verwendet werden, da deren Erholzeiten aus der Sättigung meist zu lange bzw. undefiniert sind. Außerdem besitzen fast alle Operationsverstärker intern einen Kondensator zur Frequenzgangskompensation, der die Verstärkung bei hohen Frequenzen reduziert. Genau das ist bei Komparatoren unerwünscht. Integrierte Schaltungen wie LM339 oder LM393 besitzen mehrere Komparatoren auf einem Chip und haben oft einen Open Collector Ausgang. Dabei ist der Ausgangstransistor durchgeschaltet, wenn der invertierende Eingang ein höheres Potenzial hat als der nicht invertierende Eingang.
| Eingänge | Ausgang        |
| -------- | -------------- |
| − > +    | geschlossen, 0 |
| + > −    | offen, 1       |

## Anwendungen

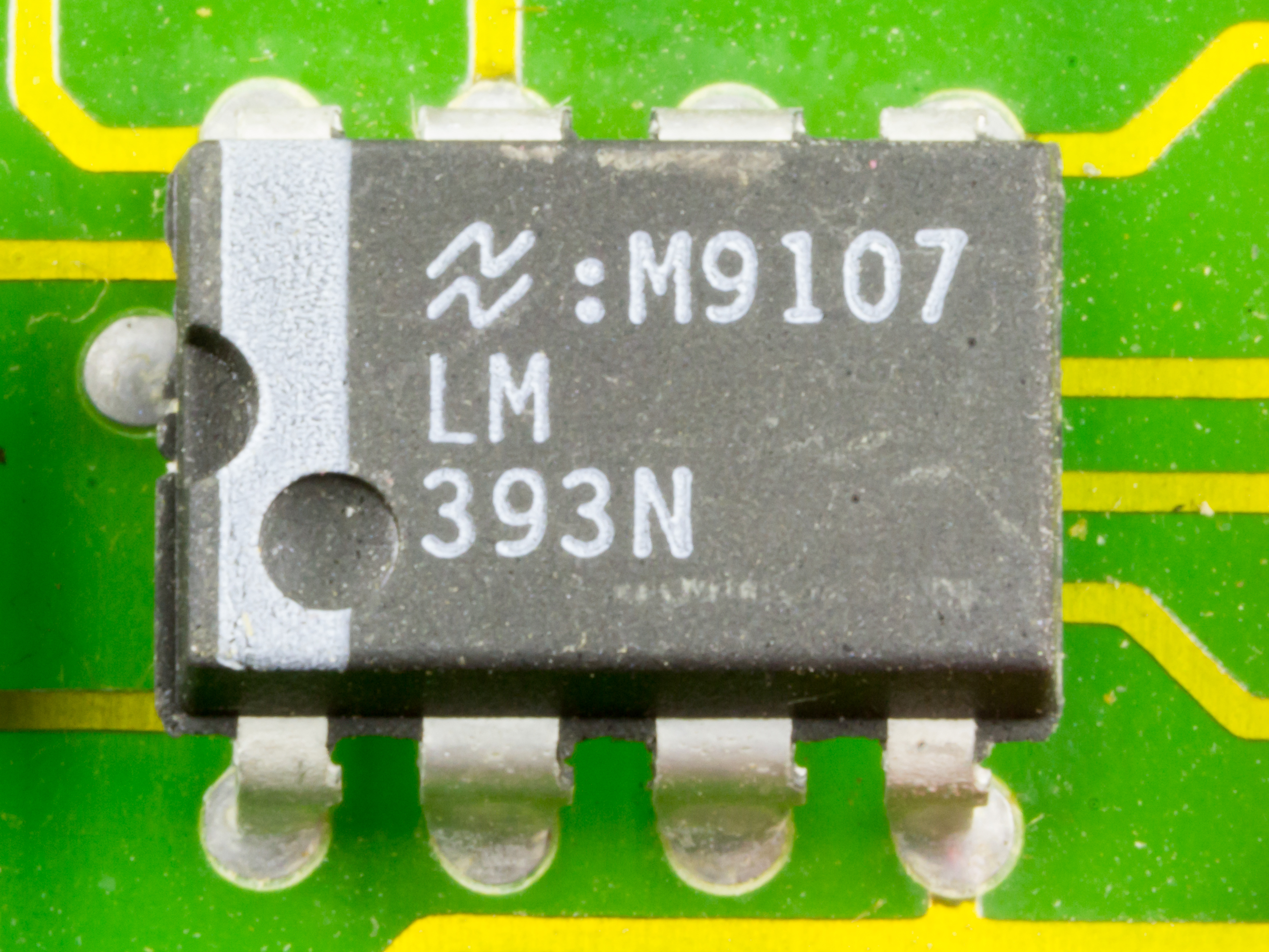
LM393: Ein weit verbreiteter 2-fach-Komparator
(Zwei Komparatoren in einem IC)

Ein Komparator ist die einfachste Schaltung, um ein Analogsignal – beispielsweise das Signal eines Sensors – zu digitalisieren, also eine ja/nein-Entscheidung zu treffen. Damit prüft man, ob ein Ton da ist oder eine vorgewählte Temperatur überschritten oder die notwendige Betriebsspannung eines Gerätes unterschritten wird. Mikrocontroller besitzen oft Komparatoreingänge, um externe Schaltungen überflüssig zu machen. Beispiele aus der Bildverarbeitung werden in Schwellenwertverfahren genauer erklärt.
Analog-Digital-Umsetzer enthalten oft ganze Ketten von Komparatoren, um auch kleine Änderungen von Analogsignalen entdecken zu können.
Komparatoren sind häufig eingesetzte Bausteine bzw. Schaltungselemente, z. B.
- Zweipunkt- und Dreipunktregler, z. B. Temperaturschalter/Thermostate
- Triggerschaltungen, z. B. in Frequenzzählern und Oszilloskopen
- in Analog-Digital-Umsetzern
- in analogen Zeitgebern, z. B. Treppenhauslicht
- in Schaltnetzteilen zur Regelung und Strombegrenzung
- als Pulsdauermodulator
- als Schutzschaltungen vor Über-/Unterspannung